# Corpo delle infermiere volontarie dell'ACISMOM
Il Corpo delle infermiere volontarie dell'ACISMOM (Associazione dei cavalieri italiani del Sovrano militare Ordine di Malta) è una componente esclusivamente femminile del Corpo militare dell'ACISMOM, corpo ausiliario dell'Esercito Italiano.
Nacque nel 1940, per esigenze sanitarie e assistenziali durante il periodo bellico, ed era costituito da una direttrice e da 40 infermiere, dame del Sovrano militare ordine di Malta.
Il riconoscimento ufficiale da parte della Repubblica avvenne nel 1952 a seguito della promulgazione della legge 26 ottobre 1952, n. 1785  che istituì il Corpo delle infermiere volontarie dell'Associazione dei cavalieri italiani del Sovrano militare Ordine di Malta.
L'ordinamento vigente è ricompreso nel Codice dell'ordinamento militare, emanato nel 2010; compito del Corpo è «assicurare, in tempo di pace, di guerra o di grave crisi internazionale, il funzionamento dei servizi prestati dall'Associazione dei cavalieri italiani del Sovrano militare Ordine di Malta in cooperazione con i servizi sanitari dello Stato», equiparando le infermiere volontarie, che prestano la loro opera a titolo gratuito, salvo spettare loro il trattamento economico stabilito per le forze di completamento, al grado di Sottotenente.
Le volontarie sono reclutate fra il personale munito dei titoli richiesti e rilasciati dallo Stato.
Il Corpo è attualmente in quiescenza.